# Ратево
Ратево (мкд. Ратево) је насеље у Северној Македонији, у источном делу државе. Ратево је у саставу општине Берово.

## Географија
Ратево је смештено у источном делу Северне Македоније, близу државне границе са Бугарском - 10 km источно од насеља. Од најближег града, Берова, насеље је удаљено 5 km јужно.
Насеље Ратево се налази у историјској области Малешево. У области Малешевских планина, на јужном ободу Беровског поља. Западно од насеља тече река Брегалница горњим делом свог тока. Надморска висина насеља је приближно 860 метара.
Месна клима је планинска због знатне надморске висине.

## Историја
У месту је 1899. свечано прослављен српски велики празник и школска слава Савиндан. Свечаност је уприличена у новој школској згради, коју је у својој башти (пре 1896) подигао поп Атанас Циркорски. Домаћин славе био је мештанин газда Петар Прчкоревић, а кириџија Ђорђе Младеновић почастио је сву школску децу слаткишима.
Ратево је 1900. године несложно место, подељено на Србе (50-60 кућа) и "егзархсте" (30-40 кућа) између којих је било стално неспоразума по питању припадности. Свака група је имала своју школу са учитељем. У српској школи је током четири дана, до 4. јула 1900. године трајао годишњи испит. Изасланик ревизор школе био је Стеван Бојковић управитељ скопских основних школа. Месни управитељ школски те године био је Новак Вековић. Учитељ Стојан Стејић је позвао присутне да дају прилог за оправку школске зграде, па је том приликом скупљено 125 гроша.

## Становништво
Ратево је према последњем попису из 2021. године имало 630 становника.
| Национални састав према попису из 2021.‍ | Национални састав према попису из 2021.‍ | Национални састав према попису из 2021.‍ | Национални састав према попису из 2021.‍ | Национални састав према попису из 2021.‍ |
| --------------------------------------- | --------------------------------------- | --------------------------------------- | --------------------------------------- | --------------------------------------- |
|                                         |                                         |                                         |                                         |                                         |
| Македонци                               | Македонци                               |                                         | 612                                     | 97,1%                                   |

Већинска вероисповест месног становништва је православље.